# Liga Amateur de Jalisco
La Liga Amateur de Jalisco aussi connue sous le nom de Liga de Occidente, est un tournoi de football amateur mexicain. Il a été créé en 1908 et s'est joué jusqu'en 1943 sous la forme d'un championnat mettant aux prises les équipes de Guadalajara et de ses alentours.
Cette compétition a longtemps concurrencé la Liga Amateur del Distrito Federal, envoyant d'ailleurs des sélections de joueurs dans la capitale pour démontrer leur supériorité. Le Chivas de Guadalajara est le club qui a remporté le plus de titres de Liga Amateur de Jalisco (13),et détient également le record du nombre de victoires consécutives (4) avec le CF Atlas.

## Histoire
La Liga Amateur de Jalisco, communément appelée la Ligue de l'Ouest, a été créée par la Fédération occidentale des sports amateurs qui a été fondée avant la Fédération mexicaine de football, et a été disputée entre les 1908 et 1943 par plusieurs équipes de Guadalajara et de ses environs. Parmi ses équipes, le CF Atlas et le Club Deportivo de Guadalajara ont été les équipes dominantes, leur rivalité est la plus ancienne des rivalités entre clubs de football mexicain.
La Liga de Jalisco a été le premier tournoi dans le pays à avoir un système de niveau. En effet, dès la création de cette compétition il existe une Segunda Fuerza qui est une seconde division du championnat. Au fil du temps apparait une Tercera Fuerza et peu de temps après une nouvelle catégorie appelée Intermedia se trouvant entre la Primera et la Segunda Fuerza. Ce qui a permis à plusieurs équipes d'organiser de façon indépendante des matchs face aux équipes B des grands clubs de Guadalajara : le Club Deportivo de Guadalajara, le CF Atlas, le Club Oro de Jalisco et le Club Deportivo Nacional (en). Enfin, avec le temps est venu la Cuarta Fuerza et les autres compétitions appelées Fuerzas Básicas, allant des Juvenil (jeunes) aux Infantil (enfants).
Les deux premières saisons ont été jouées sur plusieurs terrains et dans un style de jeu très rugueux, le CD Guadalajara remporte les deux premiers titres, mais en 1910, la Révolution mexicaine éclate ce qui pose des problèmes dans l'organisation du tournoi. En effet, beaucoup de terrain utilisées pour la pratique du football sont utilisés comme tranchées et champs de bataille. Avec l'aide des dirigeants politiques, la Liga organise à nouveau le championnat lors de la saison 1910-1911, c'est le Club Liceo (es) qui est sacré champion et né alors une rivalité avec le CD Guadalajara qui est la première grande rivalité dans la ville de Guadalajara avant l'émergence du CF Atlas.
En 1916 apparait le CF Atlas fondé par de jeunes mexicains issus de la haute société formé en Angleterre, qui s'oppose donc forcément au CD Guadalajara considéré comme le club du « peuple », c'est de cette rivalité dans un premier temps sociale que né le premier des grands Clasico du Mexique, le Clásico Tapatío. Lors des quatre saisons suivantes, durement grâce à leur expérience anglaises, les joueurs du CF Atlas dominent la compétition en trustant les titres de 1917 à 1921.
En 1926, est créée la première sélection de Jalisco, une équipe formée des meilleurs joueurs des équipes de Guadalajara pour représenter la région dans d'autres tournois et matches internationaux. Elle est formée principalement de joueurs deséquipes du CD Guadalajara, du CF Atlas, du CD Nacional (es), du Morelos FC et du Club Oro de Jalisco. Malheureusement, cette sélection qui avait pour but de promouvoir la Liga de Jalisco a eu l'effet inverse, car les meilleurs joueurs repérés par les clubs de la Liga Amateur del Distrito Federal ont été recrutés à coup de salaire mirobolant affaiblissant du coups les clubs de Jalisco.

## Palmarès
| Saison  | Vainqueur                    | Score | Finaliste                    | Meilleur buteur           |
| 1908-09 | Chivas de Guadalajara        | -     | Atlético Occidental (es)     | Eugenio Charpenel         |
| 1909-10 | Chivas de Guadalajara        | -     | Club Liceo (es)              | Guillermo Simoni          |
| 1910-11 | Club Liceo (es)              | -     | Chivas de Guadalajara        | Salvador Palafox          |
| 1911-12 | Chivas de Guadalajara        | -     | Club Liceo (es)              |                           |
| 1912-13 | Club Liceo (es)              | -     | Chivas de Guadalajara        | Agustín Valenzuela        |
| 1913-14 | Club Liceo (es)              | -     | Chivas de Guadalajara        | Daniel Benítez            |
| 1916-17 | Club Deportivo Colón (es)    | -     | Chivas de Guadalajara        |                           |
| 1917-18 | CF Atlas                     | -     | Club Deportivo Colón (es)    |                           |
| 1918-19 | CF Atlas                     | -     | Chivas de Guadalajara        | Pedro Fernández del Valle |
| 1919-20 | CF Atlas                     | -     | Club Deportivo Colón (es)    |                           |
| 1920-21 | CF Atlas                     | -     | Chivas de Guadalajara        |                           |
| 1921-22 | Chivas de Guadalajara        | -     | CF Atlas                     | Anastasio Prieto          |
| 1922-23 | Chivas de Guadalajara        | -     | CF Atlas                     | Anastasio Prieto          |
| 1923-24 | Chivas de Guadalajara        | -     | CF Atlas                     | Daniel Gómez              |
| 1924-25 | Chivas de Guadalajara        | -     | Club Deportivo Nacional (es) |                           |
| 1925-26 | Club Deportivo Nacional (es) | -     | Chivas de Guadalajara        |                           |
| 1926-27 | Club Deportivo Nacional (es) | -     | CF Atlas                     |                           |
| 1927-28 | Chivas de Guadalajara        | -     | Club Deportivo Nacional (es) |                           |
| 1928-29 | Chivas de Guadalajara        | -     | Club Deportivo Nacional (es) |                           |
| 1929-30 | Chivas de Guadalajara        | -     | Club Deportivo Nacional (es) |                           |
| 1930-31 | Club Deportivo Nacional (es) | -     | CF Atlas                     |                           |
| 1931-32 | Club Deportivo Nacional (es) | -     | Chivas de Guadalajara        |                           |
| 1932-33 | Chivas de Guadalajara        | -     | Atlético Latino (es)         |                           |
| 1933-34 | Club Deportivo Nacional (es) | -     | CF Atlas                     |                           |
| 1934-35 | Chivas de Guadalajara        | -     | CF Atlas                     |                           |
| 1935-36 | CF Atlas                     | -     | Club Deportivo Nacional (es) |                           |
| 1936-37 | Club Deportivo Nacional (es) | -     | CF Atlas                     |                           |
| 1937-38 | Chivas de Guadalajara        | -     | Club Deportivo Nacional (es) | Salvador Suárez           |
| 1938-39 | Club Deportivo Nacional (es) | -     | Club Oro de Jalisco          |                           |
| 1939-40 | Club Oro de Jalisco          | -     | Club Deportivo Nacional (es) |                           |
| 1940-41 | SUTAJ                        | -     | Club Deportivo Nacional (es) |                           |
| 1941-42 | Rastro                       | -     | Club Oro de Jalisco          |                           |
| 1942-43 | Club Oro de Jalisco          | -     | Rastro                       |                           |

## Bilans
| Équipe                       | Victoires                                                 |
| Chivas de Guadalajara        | 13 (1909, 10, 12, 22, 23, 24, 25, 28, 29, 30, 33, 35, 38) |
| Club Deportivo Nacional (es) | 7 (1926, 27, 31, 32, 34, 37, 39)                          |
| CF Atlas                     | 5 (1918, 19, 20, 21, 36)                                  |
| Club Liceo (es)              | 3 (1911, 13, 14)                                          |
| Club Oro de Jalisco          | 2 (1940, 43)                                              |
| Club Deportivo Colón (es)    | 1 (1917)                                                  |
| Rastro                       | 1 (1942)                                                  |
| SUTAJ                        | 1 (1941)                                                  |